# Hilarius de Orléans
Hilarius de Orléans (ca. 1080; - † 1162), teolog, filolog și poet, care a trăit în secolul XII în Franța.